# Arboretum Nový Dvůr

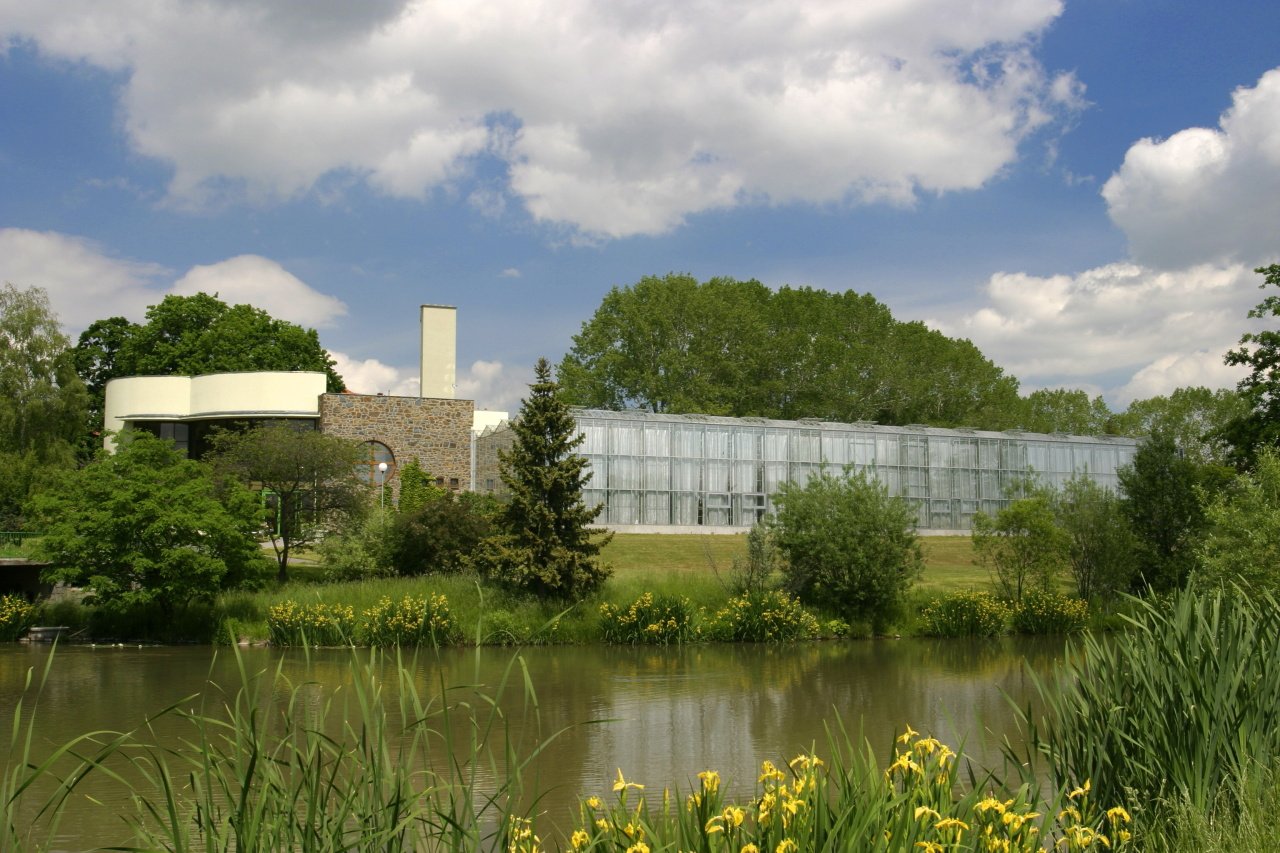
Arboretum Nový Dvůr

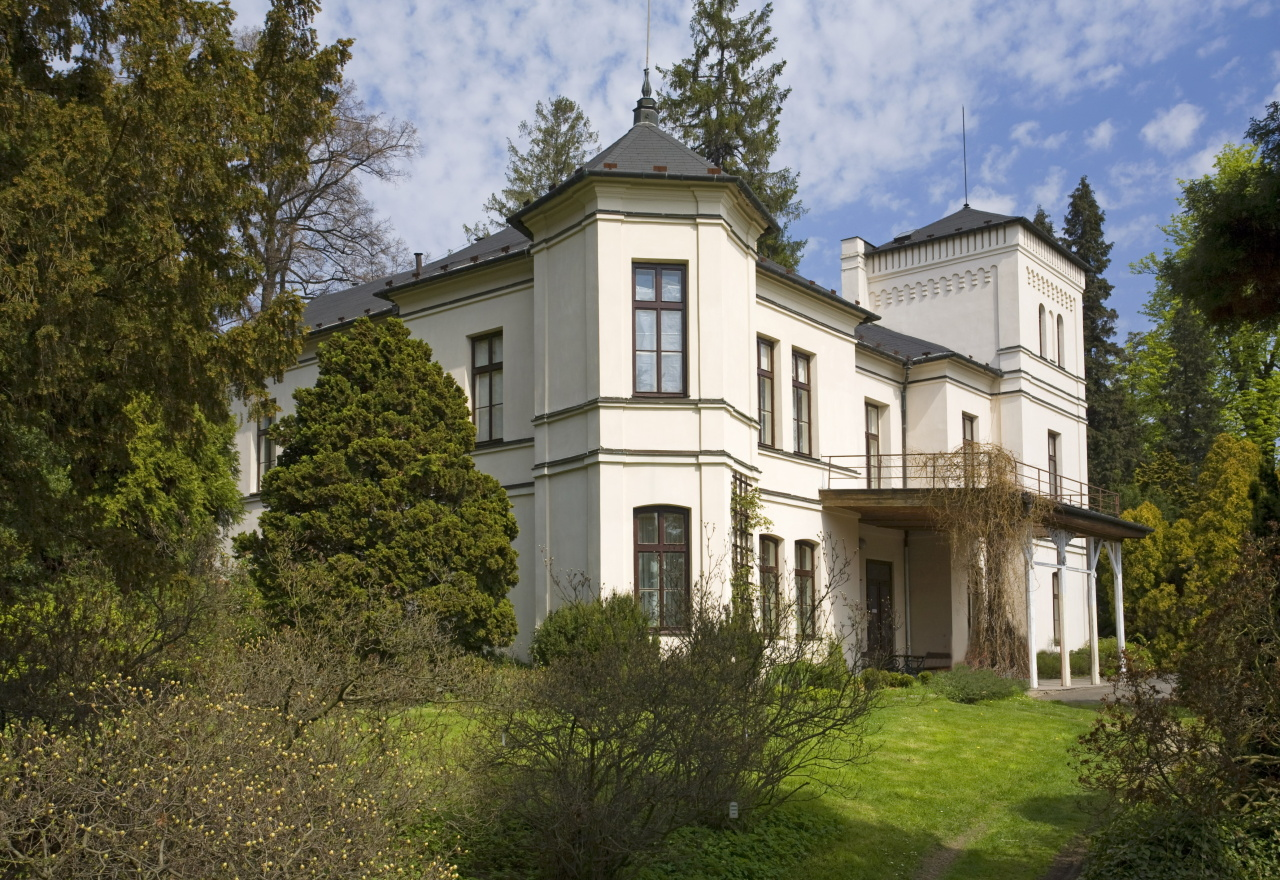
Schlösschen

Das Arboretum Nový Dvůr liegt in Nový Dvůr (Stěbořice) in Tschechien. Es wurde im Jahr 1958 gegründet und wird vom Schlesischen Landesmuseum betrieben.

## Geschichte
Der Grundbestand der Parkanlage wurde von Quido Riedl zwischen den Jahren 1906 und 1928 angepflanzt. Seit 1958 gehört der Park in Nový Dvůr als Arboretum zum Schlesischen Landesmuseum.